# PGC 3121899
LEDA/PGC 3121899 ist eine  Galaxie mit aktivem Galaxienkern im Sternbild Jungfrau auf der Ekliptik. Sie ist schätzungsweise eine Milliarde Lichtjahre von der Milchstraße entfernt und bildet gemeinsam mit NGC 4116 ein optisches Galaxienpaar.